# Jérôme Cazal
Jérôme Cazal (født 2. november 1973) er en fransk tidligere håndboldspiller, der spillede som målmand for i Håndboldligaen.
Han har tidligere spillet for FCK og Virum-Sorgenfri HK. I både FCK og Virum-Sorgenfri dannede han keeperpar med Peter Nørklit.
I 2010 skiftede han fra Nordsjælland Håndbold til FIF.
I dag er han en del af bestyrelsen i amatørklubben Herlev/Hjorten Håndbold.